# Jamesite
La jamesite è un minerale. Prende il nome dall'ingegnere minerario inglese Christopher James, che nel 1900 era stato incaricato dalla Otavi Minen- und Eisenbahn-Gesellschaft (OMEG) di continuare il lavoro di esplorazione iniziato da Mathew Rogers nelle miniere di Tsumeb in Namibia.